# Nicolás García Bustos
Nicolás García Bustos (Mosquera, 5 de julio de 1982) es un abogado y político colombiano.
Egresado de la Universidad Sergio Arboleda de Bogotá. Fue el Gobernador de Cundinamarca para el período 2020-2023.

## Biografía
Nicolás García nació en Mosquera el 5 de julio de 1982. Es hijo de Miguel García y Teresa Bustos, quien falleció en el año 2012. Sus hermanos son Emilio, Santiago y Juanita.
Su infancia transcurrió en el municipio de Mosquera en donde tomó amor al campo gracias al trabajo de su papá.
Desde el 14 de diciembre de 2018 está casado con Angie Natalia Tavera.

### Estudios
Fue Bachiller Instituto Salesiano San José de Mosquera (1998). Estudió derecho en la Universidad Sergio Arboleda y se especializó en Gobierno y Políticas Públicas en la Universidad de los Andes de Bogotá en el año 2008.

### Carrera política
García fue Jefe de Gabinete y Buen Gobierno en la Gobernación de Cundinamarca de enero del año 2016 a enero de 2018. Durante este tiempo recorrió Cundinamarca y fue uno de los creadores del programa Gobernador en Casa. Además se desempeñó también como secretario de Gobierno (E), gerente (E) de la Empresa de Licores de Cundinamarca, delegado del Gobernador en la Junta Directiva de la Empresa de Energía de Cundinamarca, delegado del Gobernador en el Consejo Directivo del IDACO, delegado del Gobernador en la Junta directiva del Instituto de Infraestructura y Concesiones de Cundinamarca ICCU, integrante de la junta directiva de Empresas Públicas de Cundinamarca EPC, delegado del Gobernador ante el Consejo Directivo de IDECUT y delegado del Gobernador ante el Consejo directivo de INDEPORTES.
Fue alcalde municipal de Mosquera desde enero de 2012 hasta diciembre de 2015. Dentro de sus logros se encuentra las transformaciones estructurales en cuanto a vivienda, educación, servicios públicos y vías de acceso en zonas vulnerables del municipio, que mejoraron las condiciones de vida de sus habitantes; el impulso a la infraestructura educativa con la construcción y remodelación de 6 instituciones educativas; la construcción y/o puesta en marcha de obras de impacto social como el Centro de Atención al Discapacitado, el Centro Regulador de Emergencias, el Parque Cultural Juan Bosco (biblioteca)
De enero de 2008 a agosto de 2010 fue secretario de Gobierno de la Alcaldía de Mosquera y de agosto de 2005 a diciembre de 2007 fue asesor de la Secretaría de Hacienda de la Alcaldía de Zipaquirá.

### Campaña a la Gobernación
García fue el candidato por el Coalición Gran Cundinamarca, conformada por los Partidos de la U, Cambio Radical, Liberal, Conservador, MAIS, y ASI. Fue el candidato favorito a ganar la Gobernación, sucediendo a Jorge Rey. En las elecciones Nicolás García Bustos tuvo una contundente victoria en Cundinamarca. Fue líder en todos los 116 municipios y se hizo el 55, 69 % de los votos del departamento. El segundo en la lista fue Wilson Flórez, el candidato del Centro Democrático, con apenas el 8,79 % de los sufragios según el periódico El Tiempo.</ref>.

## Controversias
El periodista colombiano Daniel Coronell, a través de la Revista Semana denunció que García fue uno de los responsables de las irregularidades en el POT en el departamento de Cundinamarca, cuando se desempeñaba como secretario de Gobierno en la alcaldía de Mosquera, mientras fungía Álvaro Rincón. La denuncia afirma que el candidato nunca ha sido vinculado a un proceso por esas irregularidades. Dicho caso haría parte del escándalo del Volteo de Tierras, que consiste en modificar el POT, enriqueciendo a algunas personas con las modificaciones.
En el escándalo también estaría involucrado el gobernador Rey.
A la fecha García no ha sido procesado, afirma Coronell.